# Jacques d'Ounous d'Andurand
Pour les articles homonymes, voir d'Andurand.
Jacques d'Ounous d'Andurand est un homme politique français né le 26 mai 1778 à Sabarat (Ariège) et mort le 2 juillet 1852 à Saverdun (Ariège).

## Biographie
Propriétaire, il est député de l'Ariège de 1820 à 1831, soutenant très timidement les ministères de la Restauration. Il signe l'adresse des 221 et se rallie à la Monarchie de Juillet.

## Sources
- « Jacques d'Ounous d'Andurand », dans Adolphe Robert et Gaston Cougny, Dictionnaire des parlementaires français, Edgar Bourloton, 1889-1891 [détail de l’édition]